# أحمد رحماني (شيخ)
 أحمد رحماني، ولد سنة 1931 بدائرة الطيبات ولاية تقرت بدولة الجزائر وهو أحد خريجي جامع الزيتونة والذي التحق بعده بالجهاد في الثورة التحريرية، ثم مدرسا وأحد المختصين في القراءات بالجزائر والحاملين لفكر المدرسة الإصلاحية الجزائرية توفي مغرب يوم الجمعة 26 نوفمبر 2004.

## نسبه
هو الشيخ بن أحمد بن الأكحل بن الدبيلي بن عبد الرحمن رحماني من قبيلة أولاد عبد القادر بمنطقة الطيبات، أما أمه فهي فاطمة بنت محمد بن محمد بن السائح بن عبد الرحمن رحماني عرفت عائلته بحفظ كتاب الله تعالى والاهتمام به حتى أنهم أثناء ترحالهم استحدثوا نظاما مدرسيا خاصا حيث أنشأ... مايشبه المدرسة المتنقلة التي تحل بهم في حلهم وترحالهم حيث قام والده أحمد بتأسيس مدرسة قرآنية متنقلة والتي تعتبر إحدى الأفكار الفريدة من نوعها بالمنطقة، وقد خصص لها معلما قائما عليها من منطقة العلية ـ بالحجيرة ـ هو الشيخ محمد الصغير بن عبيد الله حيث يقوم بتحفيظ القرآن لأطفال العائلة، ثم خلفه في التدريس بالمدرسة القرآنية المتنقلة الشيخ محمد بن أحمد رحماني وهو الأخ الأكبر للشيخ أحمد رحماني وعلى يديه ختم حفظ كتاب الله.

## طلبه للعلم
أتم الشيخ حفظ القرآن الكريم في 1948 ثم عاد بعد ذلك إلى قريته، وبعد ذلك واصل مسيرته العلمية في جامع الزيتونة الذي تحصل منه على شهادة التحصيل ومن بين شيوخه هناك الشيخ علي النيفر - الشيخ عبد الحفيظ العكرمي - الشيخ محمد غدير - الشيخ العروسي المطوي - الشيخ الصادق الصدقاوي الجزائري - خاله الشيخ اللقاني ـ الشيخ محمد التقرتي الجزائري - الشيخ عبد الحميد رفيفة - الشيخ عبد العزيز الخبثاني - الشيخ محمود قريبع.
تأثر الشيخ بالحركة الإصلاحية التي كانت في بوادرها تنمو وتزدهر بالمغرب العربي والتي كان للجزائر منها النصيب الأوفر، وقد انعكست على العقيدة السليمة للشيخ - الذي كان ينتهج أثآر السلف الصالح  في اعتقاده، الأمر الذي جعل الشيخ يتشبع بالمشروع الإصلاحي والنهضوي لهذه الأمة.

## جهاده وحربه للمستدمر
لقد أكرم الله تعالى الشيخ أحمد بعد تخرجه من جامع الزيتونة سنة 1956 بالتحاقه بصفوف جيش التحرير الوطني ولبى داعي الجهاد وذلك في النصف الأول من سنة 1956، حيث عمل في القاعدة الشرقية ومن أبرز من عمل معهم القائد عميروش، ثم ابتعث لمصر لمواصلة تكوينه ضمن سلك الشرطة في الكلية الحربية بالقاهرة وبعد ذلك عاد إلى تونس في 1961 إلى أن أتم الله بنعمة الاستقلال، ليواصل الشيخ تدرجه في المناصب القيادية.

## أبرز المناصب التي تقلدها
من أبرز المناصب التي تقلدها الشيخ أحمد رحماني: مدير جهوي للأمن العسكري بالولاية التاريخية السادسة برتبة ملازم أول ـ بعد الاستقلال ـ، مدير التدريب بمدرسة الشرطة بسيدي بلعباس، أستاذ للغة العربية بمدرسة أشبال الثورة بالقليعة، أستاذ ثانوي، إمام مسجد ومقرئ، مدرس وكاتب.

## بعض مؤلفاته
ترك عدة مؤلفات بين منشور ومخطوط من بينها: كتاب «التقييد لفوائد الجزرية في أحكام التجويد (مطبوع)- كتاب» درة المتون في قراءة الإمام نافع وبرواية الإمامين ورش وقالون (مطبوع): توجد نسخة في كل من مكتبة الحرم المكي، الحرم النبوي، مكتبة المسجد الأقصى، جامع الزيتونة وفرعه بتوزر، المكتبة الوطنية بالجزائر والمكتبة الوطنية بتونس.
- كتاب «تقييد وقف القرآن الكريم» وقد جعله وقفا وقد أرسل نسخة منها للمكتبة الوطنية التونسية وأخرى وضعها بالمملكة العربية السعودية - كتاب أجوبة مدعمة بالنصوص لأسئلة حيرت بعض النفوس (في الفقه) --(غ. مطبوع)
- أسئلة في أحكام التجويد (حول كتاب التقييد- غ.مطبوع)
- شرح وتعليق حول كتاب (درة المتون - غ.مطبوع.) كما كتب أيضا في النحو والتراجم وترك عدة مقالات ودروس وتوجيهات وردود.

## بعض الجوانب من شخصية الشيخ
منذ أن من الله على الشيخ بطلب العلم الشرعي واختصاصه في علوم القرءان الكريم، بات واضحا انعكاس ذلك على شخصيته وطريقة حياته، ضف إلى ذلك تأثره بالدعوة الإصلاحية منذ أن درس في الزيتونة فكان متمسكا بالكتاب والسنة داعيا إليهما نابذا للبدع غير متعصب لمذهب معين، كما كان شديد التعلق باللغة العربية ومدافعا عنها مما أثر حتى على طريقة كلامه ولهجته وهكذا وبعد مسيرة طويلة من العطاء توفي الشيخ في نوفمبر 2004 بمستشفى عين نعجة بعدما أوصى عائلته - قبل أن يتوفى بأيام - بالتمسك بكتاب الله قائلا: لا أوصيكم بشيء إلا القرءان " - حيث قالها بالعامية -.